# Роберт Џенкинс
Роберт Џенкинс (умро око 1745. године) је био британски капетан трговачког брода, протагониста инцидента „Џенкинсово уво“ који је изазвао рат Британије и Шпаније.

## Биографија
Инцидент око Џенкинсовог увета увећан је од стране енглеске штампе и опозиције. Џенкинс се у Западној Индији 1731. године укрцао на један брод чији је капетан случајно одсекао Џенкинсу уво. По доласку у Лондон, Џенкинс је изјавио своју жалбу краљу Џорџу II, а извештај је достављен британском намеснику у Западној Индији. Прича на почетку није изазвала посебну пажњу, али је 1738. године Џенкинс своју трагичну причу поновио са драматичним детаљима на заседању Доњег дома. Џенкинс је касније добио команду над бродом Британске источноиндијске компаније. Постао је надзорник послова Компаније у Светој Јелени. Послат је 1741. године из Енглеске на острво како би испитао оптужбе за корупцију. Наставио је своју поморску каријеру. 